# Trachylepis dumasi
Trachylepis dumasi — вид сцинкоподібних ящірок родини сцинкових (Scincidae). Ендемік Мадагаскару. Вид названий на честь американського герпетолога Філіпа Конрада Дюма.

## Поширення і екологія
Trachylepis dumasi відомі з кількох місцевостей, розташованих на півдні і південному заході острова Мадагаскар. Вони живуть в сухих колючих і листопадних тропічних лісах, на висоті від 100 до 225 м над рівнем моря.

## Збереження
МСОП класифікує цей вид як вразливий. Trachylepis dumasi загрожує знищення природного середовища.